# Nuoto sincronizzato ai campionati mondiali di nuoto 2007 - Squadre (programma libero)
La gara del nuoto sincronizzato - squadre tecnico dei campionati mondiali di nuoto 2007 è stata disputata il 20 e 24 marzo a Melbourne in Australia.
La gara, alla quale hanno preso parte 18 squadre nazionali, si è svolta in due turni.
La competizione è stata vinta dalla squadra russa, mentre l'argento e il bronzo sono andati rispettivamente alla squadra spagnola e a quella giapponese.

## Medaglie
| Posizione | Atleta | Paese    |
| --------- | --- | -------- |
| Oro       | Marija Gromova Natalia Ishchenko Ėl'vira Chasjanova Ol'ga Kužela Anna Nasekina Elena Ovčinnikova Svetlana Romashina Anna Šorina | Russia   |
| Argento   | Andrea Fuentes Tina Fuentes Thaïs Henríquez Gemma Mengual Gisela Morón Irina Rodríguez Paola Tirados Cristina Violán Espinosa   | Spagna   |
| Bronzo    | Saho Harada Naoko Kawashima Hiromi Kobayashi Erika Komura Takako Konishi Ayako Matsumura Emiko Suzuki Masako Tachibana          | Giappone |

## Programma
| Data          | Turno       |
| ------------- | ----------- |
| 20 marzo 2007 | Preliminari |
| 24 marzo 2007 | Finale      |

## Risultati

### Preliminare
I migliori 12 punteggi si qualificano per la finale
| Pos. | Nazionalità    | Punti  | Note |
| ---- | -------------- | ------ | ---- |
| 1    | Russia         | 99.000 | Q    |
| 2    | Spagna         | 98.333 | Q    |
| 3    | Giappone       | 97.167 | Q    |
| 4    | Stati Uniti    | 96.333 | Q    |
| 5    | Cina           | 95.500 | Q    |
| 6    | Canada         | 95.000 | Q    |
| 7    | Italia         | 93.500 | Q    |
| 8    | Grecia         | 90.667 | Q    |
| 9    | Ucraina        | 90.167 | Q    |
| 10   | Francia        | 89.000 | Q    |
| 11   | Brasile        | 88.834 | Q    |
| 12   | Corea del Nord | 88.500 | Q    |
| 13   | Svizzera       | 87.666 |      |
| 14   | Messico        | 87.000 |      |
| 15   | Australia      | 82.667 |      |
| 16   | Germania       | 81.334 |      |
| 17   | Egitto         | 80.000 |      |
| 18   | Venezuela      | 79.334 |      |

### Finale
| Pos. | Nazionalità    | Punti  | Note |
| ---- | -------------- | ------ | ---- |
| 1    | Russia         | 99.000 |      |
| 2    | Spagna         | 98.500 |      |
| 3    | Giappone       | 97.334 |      |
| 4    | Cina           | 96.334 |      |
| 5    | Stati Uniti    | 95.834 |      |
| 6    | Canada         | 95.167 |      |
| 7    | Italia         | 94.000 |      |
| 8    | Grecia         | 92.167 |      |
| 9    | Ucraina        | 91.166 |      |
| 10   | Brasile        | 90.333 |      |
| 10   | Corea del Nord | 90.333 |      |
| 12   | Francia        | 89.666 |      |